# Ronde van Frankrijk 2022/Derde etappe
De derde etappe van de Ronde van Frankrijk 2022 werd verreden op 3 juli met start in Vejle en finish in Sønderborg. Het betrof een vlakke etappe over 182 kilometer.

## Koersverloop
Deze etappe werd gezien als een kans voor de sprinters. Daardoor waagde niemand zich aan het vormen van een kopgroep. Die enige die daar zin in had, was de bolletjestruidrager Magnus Cort. Hij pakte een aantal punten en verzekerde zich van nog een paar dagen bolletjestrui. Op ruim dertig kilometer van de streep was het spel gedaan en reed het peloton en groupe verder richting Sønderborg.
Op tien kilometer van de streep was er een valpartij, waardoor renners zoals Jack Haig en Louis Meintjes ruim veertig seconden verloren. Alle sprinters zaten voor de valpartij en konden meesprinten. Fabio Jakobsen verloor veel plekken door een bocht verkeerd in te schatten en was kansloos voor de streep. Wout van Aert kwam vroeg op kop en alleen Dylan Groenewegen wist hem te pareren en pakte zijn vijfde etappe in een Grote Ronde.

## Uitslag
| Vejle – Sønderborg (182 km) |                    |                         |          |
| Plaats                      | Naam               | Ploeg                   | Tijd     |
| 1                           | Dylan Groenewegen  | Team BikeExchange Jayco | 4u11'33" |
| 2                           | Wout van Aert      | Team Jumbo-Visma        | z.t.     |
| 3                           | Jasper Philipsen   | Alpecin-Deceuninck      | z.t.     |
| 4                           | Peter Sagan        | TotalEnergies           | z.t.     |
| 5                           | Fabio Jakobsen     | Quick Step-Alpha Vinyl  | z.t.     |
| 6                           | Christophe Laporte | Team Jumbo-Visma        | z.t.     |
| 7                           | Alberto Dainese    | Team DSM                | z.t.     |
| 8                           | Hugo Hofstetter    | Arkéa-Samsic            | z.t.     |
| 9                           | Caleb Ewan         | Lotto Soudal            | z.t.     |
| 10                          | Danny van Poppel   | BORA-hansgrohe          | z.t.     |

| Algemeen klassement |                      |                        |          |
| Plaats              | Naam                 | Ploeg                  | Tijd     |
| Gele trui           | Wout van Aert        | Team Jumbo-Visma       | 9u01'17" |
| 2                   | Yves Lampaert        | Quick Step-Alpha Vinyl | + 7"     |
| 3                   | Tadej Pogačar        | UAE Team Emirates      | + 14"    |
| 4                   | Mads Pedersen        | Trek-Segafredo         | + 18"    |
| 5                   | Mathieu van der Poel | Alpecin-Deceuninck     | + 20"    |
| 6                   | Jonas Vingegaard     | Team Jumbo-Visma       | + 22"    |
| 7                   | Primož Roglič        | Team Jumbo-Visma       | + 23"    |
| 8                   | Adam Yates           | Team INEOS             | + 30"    |
| 9                   | Stefan Küng          | Groupama-FDJ           | z.t.     |
| 10                  | Tom Pidcock          | Team INEOS             | + 31"    |

## Opgaves
1e etappe ·
2e etappe ·
3e etappe ·
4e etappe ·
5e etappe ·
6e etappe ·
7e etappe ·
8e etappe ·
9e etappe ·
10e etappe ·
11e etappe ·
12e etappe ·
13e etappe ·
14e etappe ·
15e etappe ·
16e etappe ·
17e etappe ·
18e etappe ·
19e etappe ·
20e etappe ·
21e etappe
Startlijst · Eindstanden · Afbeeldingen